# Drosophila synpanishi
Drosophila synpanishi är en tvåvingeart som beskrevs av Toyohi Okada 1964. Drosophila synpanishi ingår i släktet Drosophila och familjen daggflugor.
Artens utbredningsområde är Borneo.